# Équipe NFL de la décennie 2000
L' Équipe NFL de la décennie 2000 est l'équipe type composée pour chaque poste des meilleurs joueurs (et entraîneurs) ayant officié en National Football League durant les années 2000. 
Cette équipe est désignée par les votants du Pro Football Hall of Fame de la NFL. La sélection est constituée des première et deuxième équipes tant en attaque, qu'en défense et en équipes spéciales. Seule la performance d'un joueur ou d'un entraîneur dans les années 2000 est utilisée comme critère de vote.
La sélection complète,, a été dévoilée le 31 janvier 2010 lors du show précédant le Pro Bowl 2010. Les noms des douze joueurs de cette sélection qui allaient participer au Pro Bowl 2010 avaient cependant été dévoilés plus tôt en semaine.

## Attaque
| Position         | Première Equipe                    | Équipe(s) NFL                       | Deuxième Équipe             | Équipe(s) NFL                               |
| ---------------- | ---------------------------------- | ----------------------------------- | --------------------------- | ------------------------------------------- |
| Quarterback      | Tom Brady                          | Patriots                            | Peyton Manning              | Colts                                       |
| Running back     | Edgerrin James LaDainian Tomlinson | Colts, Cardinals, Seahawks Chargers | Shaun Alexander Jamal Lewis | Seahawks, Redskins Ravens, Browns           |
| Fullback         | Lorenzo Neal                       | Titans, Bengals, Chargers, Ravens   | Tony Richardson             | Chiefs, Vikings, Jets                       |
| Wide receiver    | Marvin Harrison Randy Moss         | Colts Vikings, Raiders, Patriots    | Torry Holt Terrell Owens    | Rams, Jaguars 49ers, Eagles, Cowboys, Bills |
| Tight end        | Tony Gonzalez                      | Chiefs, Falcons                     | Antonio Gates               | Chargers                                    |
| Offensive tackle | Walter Jones Jonathan Ogden        | Seahawks, Oilers Ravens             | Orlando Pace Willie Roaf    | Jaguars Saints, Chiefs                      |
| Offensive guard  | Alan Faneca Steve Hutchinson       | Steelers, Jets Seahawks, Vikings    | Larry Allen Will Shields    | Cowboys, 49ers Chiefs                       |
| Centre           | Kevin Mawae                        | Jets, Titans                        | Olin Kreutz                 | Bears                                       |

## Défense
| Position         | Première Equipe                         | Équipe(s) NFL                         | Deuxième Équipe                       | Équipe(s) NFL                               |
| ---------------- | --------------------------------------- | ------------------------------------- | ------------------------------------- | ------------------------------------------- |
| Defensive end    | Dwight Freeney Michael Strahan          | Colts Giants                          | Julius Peppers Jason Taylor           | Panthers Dolphins, Redskins                 |
| Defensive tackle | Warren Sapp Richard Seymour             | Buccaneers, Raiders Patriots, Raiders | La'Roi Glover Kevin Williams          | Saints, Cowboys, Rams Vikings               |
| Linebacker       | Derrick Brooks Ray Lewis Brian Urlacher | Buccaneers Ravens Bears               | Joey Porter Zach Thomas DeMarcus Ware | Steelers, Dolphins Bills, Dolphins, Cowboys |
| Cornerback       | Champ Bailey Charles Woodson            | Redskins, Broncos Raiders, Packers    | Ronde Barber Ty Law                   | Buccaneers Patriots, Jets, Chiefs, Broncos  |
| Safety           | Brian Dawkins Ed Reed                   | Eagles, Broncos Ravens                | Troy Polamalu Darren Sharper          | Steelers Packers, Vikings, Saints           |

## Équipes spéciales
| Position      | Première Equipe | Équipe(s) NFL   | Deuxième Équipe    | Équipe(s) NFL |
| ------------- | --------------- | --------------- | ------------------ | ------------- |
| Kicker        | Adam Vinatieri  | Patriots, Colts | David Akers        | Eagles        |
| Punter        | Shane Lechler   | Raiders         | Brian Moorman (en) | Bills         |
| Kick returner | Joshua Cribbs   | Browns          | Dante Hall         | Chiefs, Rams  |
| Punt returner | Dante Hall      | Chiefs, Rams    | Devin Hester       | Bears         |

## Entraîneurs
| Position             | Première Equipe | Équipe(s) NFL | Deuxième Équipe | Équipe(s) NFL     |
| -------------------- | --------------- | ------------- | --------------- | ----------------- |
| Entraîneur principal | Bill Belichick  | Patriots      | Tony Dungy      | Buccaneers, Colts |